# 19593 Justinkoh
19593 Justinkoh este un asteroid din centura principală de asteroizi.

## Descriere
19593 Justinkoh este un asteroid din centura principală de asteroizi. A fost descoperit pe 14 iulie 1999 la Socorro, New Mexico, în cadrul proiectului LINEAR. Asteroidul prezintă o orbită caracterizată de o semiaxă mare de 3,15 ua, o excentricitate de 0,20 și o înclinație de 1,3° în raport cu ecliptica.